# Al Attles
Alvin Austin Attles Jr., dit Al Attles, né le 7 novembre 1936 à Newark (New Jersey) et mort le 20 août 2024 à Oakland (Californie), est un joueur, puis entraîneur américain de basket-ball professionnel.

## Biographie

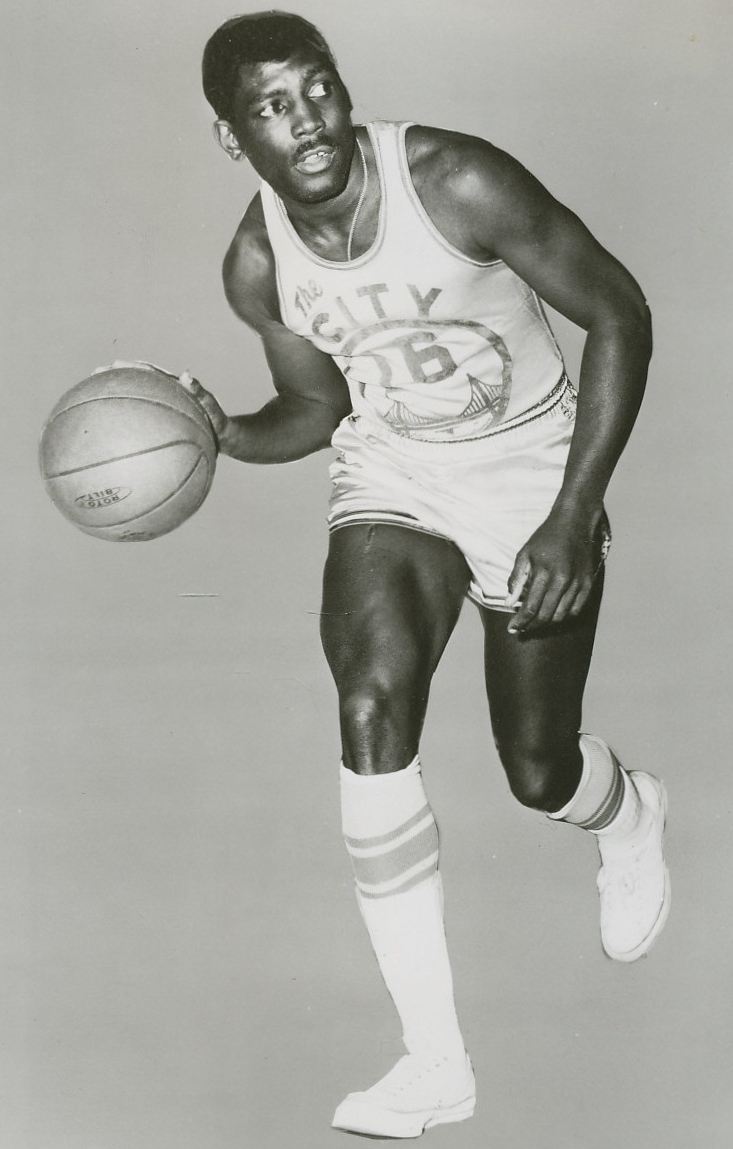
Al Attles en 1970.

Al Attles, diplômé de Weequahic High School à Newark (New Jersey) et de l'Université de North Carolina A&T State, jouant onze saisons en National Basketball Association avec les Warriors de San Francisco (qui s'appelaient les Warriors de Philadelphie jusqu'en 1962) commença en 1960. Il fut un joueur d'appoint de l'équipe de 1964 des Warriors (avec Wilt Chamberlain, Guy Rodgers) qui ont accédé aux Finales NBA et qui s'inclinèrent face aux Celtics de Boston 4 matches à 1.
Al Attles devint par la suite l'un des premiers entraîneurs Afro-américain de NBA, quand il succéda à George C. Lee en tant qu’entraîneur des Warriors en 1970. Al Attles mena les Warriors au titre de champion NBA en 1975, faisant de lui le second entraîneur Afro-américain à gagner un titre NBA (le premier fut Bill Russell). Attles entraîna les Warriors jusqu'en 1983, compilant un total de 557 victoires pour 518 défaites en saison régulière.